# ميدجون سينجسورات
ميدجون سينجسورات (بالتايلندية: เม็ดเงิน กระทิงแดงยิม)‏ مواليد 12 يونيو 1978 في محافظة روي إت، تايلاند، هو ملاكم محترف تايلندي يصنف ضمن فئة وزن الذبابة بدأ مسيرته الاحترافية سنة 1997. وهو من الملاكمين الذين استطاعوا هزيمة بطل العالم ماني باكياو.

## إحصائيات
خاض خلال مسيرته 80 نزالا، فاز في 74 ولم يتعادل وخسر في 6. فاز بالضربة القاضية في 51 نزالا.

## روابط خارجية
- ميدجون سينجسورات على موقع بوكس ريك (الإنجليزية) (registration required)